# Сироткин, Дмитрий Васильевич (фотограф)
Дмитрий Васильевич Сироткин (родился 1969 году в Ленинграде, СССР) — российский художник-фотограф и дизайнер книг, сотрудник редакционно-издательского отдела Государственного Эрмитажа. Искусствовед Аркадий Ипполитов характеризовал его как одного из ключевых авторов современной петербургской фотографии наравне с Борисом Смеловым.

## Биография
Дмитрий Сироткин родился в Ленинграде в 1969 году. Занимался в художественной школе и фотостудиях. С 1996 года начал творческую карьеру в качестве фотографа. Также занимается дизайном книг. С 2000-х годов неоднократно принимал участие в арт-ярмарках и книжных ярмарках. С 2013 года — художник-фотограф Государственного Эрмитажа. Член Союза художников России с 2000 года.

## Серии
Рождение града
Проект «Рождение града» Сироткин снял в соавторстве с Андреем Теребениным и представил в 2003 году. Серия — это исследование классической петербургской скульптуры в условиях естественного освещения. Искусствовед Аркадий Ипполитов подчеркнул, что авторам удалось уйти от свойственного петербургской школе взгляда на Петербург как застывший в прошлом город, и от парадной, туристической фотографии. Классическая скульптура, отметил он, в интерпретации Сироткина и Теребина приобрела актуальность настоящему моменту. Проект был представлен на выставке под открытым небом на фасаде здания Главных императорских конюшен на набережной Мойки.
Цветок для Персефоны
Фотопроект 2005 года, в основу которого лёг античный миф о Персефоне, которую Аид соблазнил цветком невероятной красоты, похитил и заточил в царстве мёртвых. В рамках серии Сироткин поместил лайтбоксы с объёмными фотографиями цветов в пространство Некрополя мастеров искусств, передав идею памяти как прошлого, облечённого в форму прекрасного.
Winterreise
Серия стала первым большим опытом Сироткина с использованием цифровой фотокамеры. Изначально «картинка», по словам фотографа, была слишком чёткой и детализированной, но петербургский туман и снег естественным образом смягчили её. Изначально проект назывался «Вокруг дворца», а идею названия, отсылающего к песенному циклу Франца Шуберта Winterreise (рус. Зимний путь), предложил искусствовед Аркадий Ипполитов, который также подготовил тексты для альбома.
Альбом был презентован в здании Главного штаба в декабре 2018 года, а персональная выставка состоялась там же в январе 2020 года. Арт-критик и профессор НИУ ВШЭ Станислав Савицкий отметил, что Сироткин не обратился к классическим пейзажным ракурсам, представляющим «нарциссическую» сторону Петербурга, а нащупал неожиданые ракурсы Летнего сада, Эрмитажа и других достопримечательностей, с которых зритель не сразу узнаёт знакомые места. Фотограф, преподаватель курса фотографии в Белорусском государственном университете Ольга Бубич охарактеризовала Winterreise как пример синестезии — «одновременного наблюдения и вслушивания в Петербург». Говоря о стиле Сироткина, она нашла сходство в том, как он подходит к классическому петербургскому наследию и экспонатам Государственного Эрмитажа.
В 2024 году, показанную годом ранее на острове Новая Голландия кинетическую видеоинсталляцию Дмитрия Сироткина «Причал» принял в свою коллекцию медиаискусства Пушкинский музей. В феврале-марте 2025 года инсталляцию было решено показать в Волго-Вятском филиале ГМИИ им. А.С Пушкина (Арсенал), в Нижнем Новгороде

## Выставки

### Персональные
- 2003 — Рождение града, куратор Аркадий Ипполитов, выставка под открытым небом на здании Главных императорских конюшен Санкт-Петербург
- 2005 — Цветок для Персефоны, куратор Сергей Чубраев (в рамках фестиваля Современное искусство в традиционном музее), Государственный музей городской скульптуры, Санкт-Петербург
- 2007 — Камера хранения (Camera Conservance), выставочный зал журнала «Новый мир искусства», Санкт-Петербург
- 2010 — Петербургский небоскрёб, Лофт-проект «Этажи», Санкт-Петербург
- 2020 — Winterreise / Зимнее путешествие, Сентиментальная сюита, куратор Андрей Теребенин (текст Аркадия Ипполитова), Государственный Эрмитаж, Санкт-Петербург[13]
- 2021 — Ultimum Astrum (лат. - самая далекая звезда), куратор Николай Евдокимов / проект Nikolay Evdokimov Gallery. Севкабель Порт (павильон Вольт), Санкт-Петербург[14]
- 2021 — AETERNA GLACIES (лат. - Вечный лед), куратор Николай Евдокимов / проект Nikolay Evdokimov Gallery. Гангутская 16 (Мастерская художника), Санкт-Петербург[15]
- 2022 — Конец Истории, куратор Николай Евдокимов / проект Nikolay Evdokimov Gallery[16]. Севкабель Порт[17] (Исткабель, дом быта), Санкт-Петербург
- 2023 — «Лето», Nikolay Evdokimov Gallery, студия художника на Гангутской 16, Санкт-Петербург[18]
- 2023 — «Протечка», куратор А. Дашевский, Негосударственный Нерусский музей, Санкт-Петербург[19]
- 2023 — «Причал», кураторы Николай Евдокимов и Алексей Русанов, Nikolay Evdokimov Gallery, Павильон, остров Новая Голландия, Санкт-Петербург[20]
- 2023 — «Sine Tempore» (Вне времени), памяти Аркадия Ипполитова, галерея Art Of Foto, Санкт-Петербург[21]
- 2024 — «Поза», инсталляция, звук Нина Карлссон, куратор Николай Евдокимов, катакомбы Петрикирхе, Санкт-Петербург[22]
- 2025 — «Дмитрий Сироткин. Причал», Волго-Вятский филиал ГМИИ им. А.С. Пушкина (Арсенал), Нижний Новгород[23]

### Групповые
- 2000 — Московская Фотобиеннале
- 2000 — The Millenium Photo Project, Торонто, Канада
- 2000 — Рождество, Музей Анны Ахматовой в Фонтанном доме
- 2001 — Бухкамера или "Книга и стихи. Театр бумаг 3, Музей работы, Гамбург
- 2002 — Оттиск / Imprint, Санкт-Петербургский центр книги и графики, Санкт-Петербург
- 2004 — Книги художников. Собрание Райнхарда Грюнера, музей города Фюрстенфельдбрук, Дом книги, Лейпциг
- 2005 — История в ландшафтах, Галерея "Нойес Кунстхаус Аренсхооп, Немецко-Русский дом в Калининграде
- 2005 — Отель 15 звёзд, выставочный зал журнала «Новый мир искусства», Санкт-Петербург
- 2005 — Хармсиздат и русская книга художника, Саксонская земельная библиотека, Дрезден
- 2007 — Архитектура: ad marginem, Русский музей, Мраморный дворец, Санкт-Петербург
- 2008 — Критика цвета, Музей Анны Ахматовой, Санкт-Петербург
- 2008 — Книга и кино, Музей Анны Ахматовой, Санкт-Петербург
- 2009 — Книжная кунсткамера в Эрмитаже, Государственный Эрмитаж, Санкт-Петербург
- 2022 — Nikolay Evdokimov Gallery Pop Up, архитектурная студия Bro Buro, особняк великого князя Михаила Романова, Галерная 55, Санкт-Петербург[24]
- 2022 — Не беспокоить, Николай Евдокимов совместно с Aight Art и архитектурным журналом Локус, Nikolay Evdokimov Gallery, Санкт-Петербург[25]
- 2023 — «To Be A Plant», Nikolay Evdokimov Gallery, Санкт-Петербург[26]
- 2023 — «Новый Романтизм», Д. Сироткин, Ю. Молодковец., А. Матвеев, Калининградский областной музей изобразительных искусств, Калининград[27]
- 2023-2024 — «Внутри стен. Архитектура как контекст». Проект «Koh-i-oor», Тульский историко-архитектурный музей (ТИАМ), Тула[28]

### Ярмарки
- 2021 — 9-я международная ярмарка современного искусства Cosmoscow, стенд Nikolay Evdokimov Gallery, ЦВЗ Манеж, Москва[29]
- 2022 — 10-я международная ярмарка современного искусства Cosmoscow, стенд Nikolay Evdokimov Gallery, Гостиный Двор, Москва[30]
- 2023 — 11-я международная ярмарка современного искусства Cosmoscow, стенд Nikolay Evdokimov Gallery, Экспоцентр, Москва[31]
- 2023 — Port Art Fair, стенд Nikolay Evdokimov Gallery, СевкабельПорт, Санкт-Петербург[32]
- 2024 — Port Art Fair, стенд Nikolay Evdokimov Gallery, СевкабельПорт, Санкт-Петербург[33]
- 2024 — 12-я международная ярмарка современного искусства Cosmoscow, стенд Nikolay Evdokimov Gallery, Темирязев-центр, Москва[34]

Сироткин участвовал во многих международных книжных и художественных ярмарках, в числе которых Art Fair Frankfurt (2000—2002), Kunst Köln (2002, 2006), Северогерманская ярмарка печатной графики в Оксфорде (2003, 2005), Международная книжная ярмарка во Франкфурте-на-Майне (2000—2005).
Работы Сироткина находятся в коллекциях Мультимедиа Арт Музея, Государственного Эрмитажа, Баварской государственной библиотеки, Саксонской земельной библиотеки и Музее Клингшпора (музее искусства книги и шрифта) в Оффенбахе-на-Майне.

## Альбомы
- Дмитрий Сироткин (фотографии, оформление), Аркадий Ипполитов (текст). Winterreise. Сентиментальная сюита. — Арка, 2019. — 103 с. — ISBN 978-5-91208-366-2.
- Дмитрий Сироткин (фотографии, текст), Николай Евдокимов (текст). Ultimum Astrum (лат. - самая далекая звезда) Каталог выставки.

На сайте книжного магазина Подписные Издания альбом Winterreise. Сентиментальная сюита. включен в список рекомендаций Ещёнепознер рекомендует Николая Солодникова